# Porricondyla nervosa
Porricondyla nervosa är en tvåvingeart som först beskrevs av Johann Wilhelm Meigen 1838.  Porricondyla nervosa ingår i släktet Porricondyla och familjen gallmyggor.
Artens utbredningsområde är Tyskland. Inga underarter finns listade i Catalogue of Life.